# 主教戰爭
主教戰爭（英語：Bishops' Wars）是1639年至1640年英格蘭與蘇格蘭之間爆發的戰爭。戰爭起因於雙方就蘇格蘭教會教政體制產生的爭執，而這一爭執可追溯到1580年代。保王黨普遍支持主教制，而大多數蘇格蘭人則支持長老制。
1637年，英格蘭國王查理一世在圣吉尔斯大教堂要求蘇格蘭長老宗在舉行宗教儀式時必須採用英格蘭教會的公禱書，結果遭到蘇格蘭誓約派抗議。1638年，苏格兰人订立《民族誓约》，对查理一世的宗教政策进行抵制。愛丁堡等地的親英格蘭國王的王黨城堡遭到誓約派攻佔。1639年，查理一世率領軍隊來到蘇格蘭邊境，由於缺乏軍費，查理一世只好選擇與誓約派簽署《貝里克和約》後撤軍。後來由於雙方就和約產生分歧，查理一世不滿，決定再度出兵討伐蘇格蘭，於是於1640年3月召開短期國會要求國會撥款，但國會拒絕。查理一世乾脆解散國會直接派兵出征，結果卻被蘇格蘭擊敗，同時蘇格蘭人反攻至英格蘭境內。查理一世被迫召開長期議會，結果又與議會決裂，導致英國內戰爆發。